# Јурај Шпилер
Јурај Шпилер (Загреб, 8. април 1900 — 1949), полицијски службеник, предстојника Команде јавне безбедности за Банат од 1941. до 1944. године. Осуђен је за ратне злочине и погубљен.

## Биографија
Рођен је 8. априла 1900. године у Загребу. Његов отац Вјекослав био је адвокат, па се породица често селила, када је он мењао службу. Године 1902. они су се преселили у Карловац, где су живели до 1915. године, затим су прешли у Илок, а одатле су се 1917. поново вратили у Загреб. Јурај је основну школу и гимназију похађао у Карловцу, Вуковару и Загребу. Године 1918. се уписао на Високу техничку школу у Загребу, али ју је убрзо напустио и по жељи оца прешао је на Правни факултет. Дипломирао је 1923, а докторирао 1927. године.
Пошто му је 1921. године умро отац, а мајка није имала довољно средстава за школовање, морао је да ради и студира. Године 1924. је ступио у полицијску службу. Најпре је био референт у криминалистичком одељењу, а потом је био премештен у први полицијски кварт, где је био старешина кварта. Половином 1926. године је постављен за шефа Саобраћајног одсека, а почетком 1929. је преузео дужност шефа Путничког одсека и Уреда за контролу странаца. Крајем 1933. године је постао шеф Одсека јавне безбедности, а почетком 1935. је постао шеф Збора полицијских агената.
Септембра 1935. године, после једанаест година проведених у служби загребачке полиције, премештен је у Крижевце, где је постављен за предстојника градске полиције. Године 1936. премештен је у Винковце, где је био предстојник градске полиције, а 1939. је прешао у Нови Сад, где је постао заменик управника полиције. Током полицијске службе у Хрватској, учествовао је у више акција против усташких екстремистичких група. У једној од тих акција је био и рањен, због чега је храмао на једну ногу. Такође је учествовао и у хапшењу и прогањању истакнутих учесника радничког покрета, као и чланова тада илегалне Комунистичке партије. За свој рад у полицијској служби Краљевине Југославије био је одликован Орденом Светога Саве, 1934. године.
Током боравка у Новом Саду Шпилер је успоставио контакте са припадницима фолксдојчера и Културбунда. Ова сарадња била је нарочито видљива у време мартовских и априлских догађаја 1941. године, када је он Немцима одавао војне и државне тајне. Почетком априла 1941. тадашњи управник полиције Тодор Војновић је напустио Нови Сад, а Шпилер је преузео његову функцију. Када су мађарске окупационе снаге 13. априла ушле и окупирале Нови Сад, одмах сутрадан су отпочеле прогон и убијање српског становништва. Међу ухапшенима тада се нашао и Јурај Шпилер, као високи полицијски службеник. Он је био осуђен на смрт и изведен на стрељање. Пошто је био само рањен, правио се мртав и покушао је да побегне, али је ухваћен. На интервенцију фолксдојчера пуштен је и одведен у болницу.
Пошто је као полицијски службеник учествовао у прогону усташа, после оснивања Независне Државе Хрватске усташе су тражиле од Мађара да им испоруче Шпилера. Да би избегао изручење усташама, Шпилер је од фолксдојчера добио потврду да је Немац (иако је био Хрват по националности). Он је тада своје име променио у Георг Шпилер. На залагање његових пријатеља фолксдојчера крајем јула је прешао у Велики Бечкерек, где је постављен за секретара у Надлештву подбана Дунавске бановине за Банат. Убрзо је постављен за предстојника полиције у Великом Бечкереку.
Полицијске методе др Јураја Шпилера биле су веома сурове, па су их се и многи Немци гнушали. Већ у септембру 1941. године против Шпилера је један немачки наредник поднео притужбу крајскоманданту. Он је у пријави описао садистичко мучење једног од ухапшених комуниста приликом саслушања (радило се о Жарку Момирском). Ове примедбе само су утицале да Шпилер још више напредује, па је фебруара 1942. године постављен за предстојника Команде јавне безбедности за Банат. Шпилер је веома велику пажњу посветио обавештајном раду, стварајући мрежу обавештајаца. На основу тога он је септембра 1941. открио групу коју је предводио комуниста Воја Бошњак и која је припремала акцију ликвидације двојице полицајаца из Бечкерека, а у новембру исте године је успео да открије скоро читаву организацију СКОЈ-а у Бечкереку. Октобра 1941, такође дојавом, успео је да ухапси Олгу Петров. После страшног мучења у полицији, којим је директно руководио Шпилер, она ништа није открила па је упућена у Бањички логор.
Шпилер се током времена ослобађао утицаја својих претпостављених и директно се везивао за Гестапо. Он је формирао групу од 15 добро обучених полицијских агената, коју је назвао Ударна група. Током марта 1942. године у борби против Народноослободилачког покрета у јужном Банату Шпилер је деловао на подручју Панчева. Он је овде 6. марта извео успешну акцију - најпре је успео да психички сломи једног ухапшеника и овај му је одао кућу у којој се налазила група комунистичких илегалаца. Шпилер је тада организовао акцију и опколио кућу у којој су се налазили Браца Петров, његова сестра Јелисавета Беба и Станко Томић. Одбивши да се предају, они су пуна три часа пружали отпор полицији. Браца је у окршају погинуо, док су Јелисавета и Странко били рањени. Они су тада пренети у болницу, али су убрзо преминули. Такође, успешну акцију против НОП-а на терену Панчева, у којој је било ухапшено око 60 особа, Шпилер је извео уз помоћ свог тајног агента Павла Алдана, бившег студента и члана КПЈ, који је после хапшења пристао да ради за полицију.
Поред Павла Алдана, Шпилер је успео да заврбује још једног бившег сарадника НОП-а и члана КПЈ - Радослава Раду Грујића. Главни Шпилеров циљ у то време је било хапшење Жарка Зрењанина и Жарка Туринског. Откривање и ликвидација Жарка Зрењанина Уче, секретара ПК КПЈ за Војводину, новембра 1942. године, десило се готово случајно, услед издајства једне жене, али је и у овој акцији учествовао Шпилер. Уз помоћ свог агента Грујића, Шпилер је успео да ликвидира читав Окружни комитет КПЈ за северни Банат. Најпре је у новембру 1942. убијен Бора Микин, а почетком јануара 1943. године Жарко Турински. Обојица су приликом хапшења пружила отпор полицији и погинула. Турински, који је био секретар Окружног комитета, је приликом хапшења у Великом Бечкереку успео да Шпилера рани у десну руку.
Поред хапшења истакнутих комуниста, Шпилер је руководио акцијама чишћења терена и блокадама насеља у свим крајевима Баната. Фебруара 1942. године читавих 13 дана, од 13. до 25. фебруара село Кумане је било поприште дивљања његових полицајаца. Тада је убијено и рањено 9 партизана, а ухапшено око 200 људи, под оптужбом да су партизански јатаци. Јуна 1943. године извршио је дводневну блокаду села Војвода Степа, Александрово, Банатско Карађорђево и Кларија и ухапсио 44 човека. Јануара 1944. је извео четвородневну блокаду села Вишњићева и ухапсио 166 људи, а у марту је извршио блокаду Карађорђева и Александрова и ухапсио 87 људи. За своју службу у окупаторској полицији Шпилер је био три пута одликован Гвозденим крстом - најпре Крстом за ратне заслуге (без мачева), Крстом за ратне заслуге друге класе са мачевима и Крстом за ратне заслуге прве класе са мачевима.
Септембра 1944. године, када је увидео да се немачком окупационом режиму ближи крај, набавио је путне исправе за иностранство. У Бечкереку је остао до почетка октобра, када је преко Мађарске отишао у Беч, где је остао до краја године. Потом је прешао у Чехословачку и тамо остао до априла 1945. године, када се непосредно пре капитулације Немачке пребацио у Баварску. Ту је сачекао крај рата у нади да га америчке трупе које су заузеле овај део Немачке неће ухапсити.
Септембра 1945. године је био позван на саслушање и тада је Американцима открио све о својој полицијској делатности, у нади да га неће изручити Југославији, јер се борио против комуниста. Потом је био ухапшен и упућен у интернацију у бивши нацистички логор Дахау. Иако му је тврдња да је Немац-фолксдојчер 1941. године спасила главу, у заробљеништву се више није изјашњавао као Немац. У току његовог боравка у Немачкој, у Југославији је Државна комисија за утврђивање злочина окупатора и његових помагача на подручју Баната организовала веома опсежну акцију прикупљања података и доказа о многобројним Шпилеровим злочинима. На основу утврђене одговорности, Покрајинска комисија за Војводину га је 1. априла 1946. године прогласила за ратног злочинца, а затим је то 10. маја 1947. године потврдила и Државна комисија.
Процес изручења Јураја Шпилера југословенским властима је био веома дуг и трајао је скоро две године. Први званични захтев за његово изручење поднет је 7. марта 1946, а прво саслушавање са њим у Дахауу је обављено тек 9. јануара 1947. године. Почетком 1948. године је испоручен Југославији. Суђење му је одржано од 24. новембра до 2. децембра 1948. године у Зрењанину пред Кривичним већем Врховног суда Аутономне Покрајине Војводине, којим је председавао судија Петар Варга. Поред њега, на истом процесу је било суђено још пет лица. Одлуком суда Јурај Шпилер је осуђен на казну смрти вешањем, трајни губитак политичких и грађанских права и конфискацију имовине. Поред њега, на смрт је био осуђен и Карл Хајм, командант Дојче Маншафта, док су остали осуђени на временске казне. Молба за помиловање му је одбијена 8. априла 1949. године и убрзо потом је погубљен.
Лик Јураја Шпилера послужио је као инспирација писцу Арсену Диклићу за лик полицијског агента Шицера у роману Салаш у Малом риту. У истоименом филму и серији, редитеља Бранка Бауера из 1975. године лик Шицера одиграо је веома успешно глумац Миодраг Радовановић.